# Salmon Cove Sands Provincial Park
Salmon Cove Sands Provincial Park är en park i Kanada.   Den ligger i provinsen Newfoundland och Labrador, i den östra delen av landet, 1 700 km öster om huvudstaden Ottawa. Salmon Cove Sands Provincial Park ligger 7 meter över havet.
Terrängen runt Salmon Cove Sands Provincial Park är varierad. Havet är nära Salmon Cove Sands Provincial Park åt sydost. Trakten är glest befolkad. Närmaste större samhälle är Carbonear, 7,3 km sydväst om Salmon Cove Sands Provincial Park. 
I omgivningarna runt Salmon Cove Sands Provincial Park växer i huvudsak blandskog.